# 12186 Mitukurigen
12186 Mitukurigen eller 1977 ER5 är en asteroid i huvudbältet som upptäcktes den 12 mars 1977 av de båda japanska astronomerna Hiroki Kōsai och Kiichirō Furukawa vid Kiso-observatoriet i Japan. Den är uppkallad efter Mitukuri Genpo.
Den tillhör asteroidgruppen Koronis.